# 深喉嚨 (電影)
《深喉嚨》（英語：Deep Throat）是1972年在美國上映的電影，劇作家及導演是傑拉德·達米亞諾，女主角是琳達·拉芙蕾絲（Linda Lovelace）。
它被視為是經典的色情電影，是色情時尚（porn chic）的代表作。

## 故事大綱
電影中，女主角（琳達·拉芙蕾絲）因為無法達到性高潮，而求助於醫師。後來發現她的性感帶位於喉嚨，所以醫師便試著讓她口交，教導以口交技巧來做愛，並成功達到性高潮。不過在這部作品中，大膽的鏡頭畫面，以美國國歌和傳統素材作為背景，琳達連續跟多人性愛的做法便引起極大的討論。

## 相關紀錄
該電影的2005年紀錄片則為《深入深喉》。

## 逸事
電影上映時，正逢水門事件發生。這個事件的秘密證人，以深喉嚨作為代號。